# مرغريفية بادن-دورلاخ
مرغريفية بادن-دورلاخ كانت إحدى الأراضي الحديثة المبكرة في الإمبراطورية الرومانية المقدسة الواقعة حول وادي الراين العلوي، استمرت في الوجود ما بين 1535 حتى 1771م، تشكلت المرغريفية عندما تم تقسيم مرغريفية بادن بين أبناء مارغريف كريستوفر الأول وسميت بذلك تيمناً بعاصمتها دورلاخ، في حين أصبح النصف الآخر من الإقليم مرغريفيّة بادن بادن، الواقعة بين شطري بادن دورلاخ، اعتنقت بادن دورلاخ اللوثرية أثناء موجة الإصلاح البروتستانتي على عكس جارتها بادن-بادن التي ظلت كاثوليكية، احتلت بادن دورلاخ جارتها بادن-بادن بين عامي 1594 حتى 1622، ولكن تم طردهم منها بعد الهزيمة في معركة فيمبفن أثناء حرب الثلاثين عامًا (1618-1648)؛ تعرضت المنطقة للدمار أيضا أثناء حرب التسع سنوات (1688-1697)؛ وبعد انقراض فرع بادن-بادن عام 1771، ورثت بادن دورلاخ أراضيهم وأعادت توحيد مرغريفية بادن، احتلت الأراضي الموحدة أثناء طور الثورة الفرنسية والحروب النابليونية، وأصبحت منذ عام 1806 دوقية بادن الكبرى.
اشتملت المرغريفية على شطري: المرغريفية السفلي (حوالي 40% من المساحة الإجمالية)؛ بحيث تقع العاصمة هُناك، وشطر المرغريفية العليا (حوالي 60% من المساحة الإجمالية)، والتي تقع بينهما بادن-بادن.

## الحكام
منذ 1577 إلى 1584 وأيضا منذ 1738 حتى 1746 اعتبر فترات وصاية للقاصرين، والذين حملوا اللقب:-
1. إرنست (1482-1515-1553)؛ هو الابن السابع لكريستوفر الأول.
2. كارل الثاني (1529-1553-1577)؛ هو ابن زواج مرغنطي لوالده إرنست، ومنذ 1556 دعم الإصلاح البروتستانتي، وأيضا في عهده نقل مقر إقامته في قلعة كارلسبورغ في دورلاخ.
3. إرنست فريدرش (1560-1557-1604)؛ ابن السابق، كان تحت وصاية والدته، في عهده احتل جارته بادن-بادن، وتحول إلى الكالفينية.
4. غيورغ فريدرش (1573-1604-1622-1638)؛ شقيق السابق، في عهده خسر بادن-بادن.
5. فريدرش الخامس (1594-1622-1659)؛ ابن السابق، في عهده تحالف مع السويديون في طور حرب الثلاثين عاما.
6. فريدرش السادس (1617-1659-1677)؛ ابن السابق، قاتل في الحرب العثمانية-النمساوية الرابعة والحرب الفرنسية الهولندية في صف هابسبورغ.
7. فريدرش السابع (1647-1677-1709)؛ ابن السابق، تعرض أراضيه للدمار أثناء حرب التسع سنوات وحرب الخلافة الإسبانية، ركز على السياسة الداخلية، ومن نسله أدولف فريدريك ملك السويد وكاترين الثانية إمبراطورة روسيا.
8. كارل الثالث فيلهلم (1679-1709-1738)؛ ابن السابق، في عهده تأسس مدينة كارلسروه.
9. كارل فريدرش (1728-1738-1771-1811)؛ حفيد السابق، كان تحت وصاية أحد أعمامه، وفي عهده تولى السيطرة على بادن-بادن بعد انقراض الأسرة، وفي عام 1803 تم ترقيته إلى أمير ناخب، وفي 1806 أصبح الدوق الأكبر.